# Africký pohár národů 2008
Africký pohár národů pořádaný Ghanou v roce 2008 byl již jeho 26. ročníkem. Ghana získala právo pořádat tento ročník díky káhirskému hlasování členů CAF na úkor Libye. Ghana toto hlasování vyhrála v poměru 13:3. Třetí z adeptů na pořádání tohoto ročníku - Jihoafrická republika - svoji nominaci stáhla poté, co získala právo pořádat Mistrovství světa v roce 2010.
Šampionát se konal ve dnech 20. ledna až 10. února 2008 a jeho vítěz získal právo reprezentovat Africký kontinent na Konfederačním poháru FIFA v roce 2009.
Již během základní části turnaje se kamerunskému útočníkovi Samuelu Eto'ovi překonat historický rekord v celkovém počtu vstřelených branek turnaje. Dosavadní rekord Laurenta Pokoua z Pobřeží slonoviny čítal 14 branek a byl vytvořen během Afrického poháru 1970. Eto'o má po tomto šampionátu o dvě branky více. Na tomto šampionátu zároveň padl rekord v celkovém počtu vstřelených gólů, kterých bylo 99.

## Stadiony
Kapacity shrnuje následující tabulka. Ve všech případech se jednalo o víceúčelové sportovní stadiony, které byly nově otevřeny, nebo čerstvě prošly renovací.
| Stadion                  | Město            | Kapacita |
| ------------------------ | ---------------- | -------- |
| Baba Yara Stadium        | Kumasi           | 51 500   |
| Ohene Djan Stadium       | Akkra            | 40 000   |
| Tamale Stadium           | Tamale           | 21 017   |
| Sekondi-Takoradi Stadium | Sekondi-Takoradi | 20 000   |

## Rozhodčí

### Hlavní rozhodčí
| Eddy Maillet    | Coffi Codjia    | Koman Coulibaly      | Jerome Damon     |
| Mohamed Benouza | Badara Diatta   | Divine Evehe         | Modou Sowe       |
| Alex Kotey      | Kokou Djaoupe   | Abderrahim el Arjoun | Kenias Marange   |
| Muhmed Ssegonga | Djamel Haimoudi | Kacem Bennaceur      | Yuichi Nichimura |

### Asistenti
| Evarist Menkouande | Celestin Ntagungira   | Redouane Achik | Bechir Hassani          |
| Enock Molefe       | Inacio Manuel Candido | Lossene Pare   | Komi Konyoh             |
| Kenneth Chichenga  | Angesom Ogbamariam    | Desire Gahungu | Nasser Sadek Abdel Nabi |
| Brahim Djezzar     | Peter Edibe           | Toru Sagara    | Hae Sang Jeong          |

## Kvalifikanti
Hlavní článek: Kvalifikace na Africký pohár národů 2008

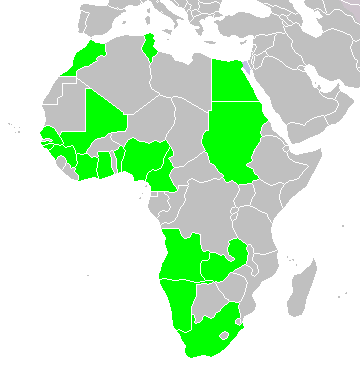
Mapa účastníků

Do závěrečného turnaje se kvalifikovalo následujících 16 národních týmů:
- Ghana -- Pořádající země, 16. účast
- Demokratická republika Kongo -- Vítěz skupiny 1, 17. účast
- Egypt -- Úřadující mistr, Vítěz skupiny 2, 21. účast
- Nigérie -- Vítěz skupiny 3, 15. účast
- Súdán -- Vítěz skupiny 4, 7. účast
- Kamerun -- Vítěz skupiny 5, 15. účast
- Angola -- Vítěz skupiny 6, 4. účast
- Senegal -- Vítěz skupiny 7, 11. účast
- Guinea -- Vítěz skupiny 8, 9. účast
- Mali -- Vítěz skupiny 9, 5. účast
- Namibie -- Vítěz skupiny 10, 2. účast
- Zambie -- Vítěz skupiny 11, 13. účast
- Maroko -- Vítěz skupiny 12, 13. účast
- Tunisko -- Z druhého místa ve skupině 4, 13. účast
- Benin -- Z druhého místa ve skupině 9, 2. účast
- Jihoafrická republika -- Z druhého místa ve skupině 11, 7. účast

## Sestavy
Sestavy se kvůli velikosti stránky nacházejí v jiném článku
Africký pohár národů 2008 (soupisky)

## Zápasy

### Skupinová fáze
- Zeleně jsou označeny týmy, které postoupily do vyřazovací fáze.
- Červeně jsou označeny týmy, které nepostoupily do vyřazovací fáze

#### Skupina A
| Tým     | Z | V | R | P | VG | OG | GR | B |
| ------- | - | - | - | - | -- | -- | -- | - |
| Ghana   | 3 | 2 | 0 | 0 | 5  | 1  | +4 | 9 |
| Guinea  | 3 | 1 | 1 | 1 | 5  | 5  | 0  | 4 |
| Maroko  | 3 | 1 | 0 | 2 | 7  | 6  | +1 | 3 |
| Namibie | 3 | 0 | 1 | 2 | 2  | 7  | -5 | 1 |

| 20. ledna 2008 18:00           |     |              |                                                              |
| Ghana                          | 2:1 | Guinea       | Ohene Djan Stadium, Akkra diváci: 35 000 rozhodčí: M.Maillet |
| A. Gyan 55' (pen.) Muntari 90' |     | Kalabane 65' | Ohene Djan Stadium, Akkra diváci: 35 000 rozhodčí: M.Maillet |

| 21. ledna 2008 16:00 |     |                                                   |                                                           |
| Namibie              | 1:5 | Maroko                                            | Ohene Djan Stadium, Akkra diváci: 2000 rozhodčí: D. Evehe |
| Brendell 24'         |     | Alloudi 1', 5', 28' Sektioui 40' (pen.) Zerka 74' | Ohene Djan Stadium, Akkra diváci: 2000 rozhodčí: D. Evehe |

| 24. ledna 2008 18:00                    |     |                                |                                              |
| Guinea                                  | 3:2 | Maroko                         | Ohene Djan Stadium, Akkra rozhodčí: J. Damon |
| Feindouno 11', 63' (pen.), Bangoura 59' |     | Aboucherouane 60', Ouaddou 90' | Ohene Djan Stadium, Akkra rozhodčí: J. Damon |

| 24. ledna 2008 20:30 |     |         |                                                 |
| Ghana                | 1:0 | Namibie | Ohene Djan Stadium, Akkra rozhodčí: K.Bonnaceur |
| Agogo 41'            |     |         | Ohene Djan Stadium, Akkra rozhodčí: K.Bonnaceur |

| 28. ledna 2008 18:00   |     |        |                                            |
| Ghana                  | 2:0 | Maroko | Ohene Djan Stadium, Akkra rozhodčí: M.Sowe |
| Essien 26' Muntari 45' |     |        | Ohene Djan Stadium, Akkra rozhodčí: M.Sowe |

| 28. ledna 2008 18:00 |     |              |                                                                 |
| Guinea               | 1:1 | Namibie      | Sekondi-Takoradi Stadium, Sekondi-Takoradi rozhodčí: M.Ssegonga |
| Youla 62'            |     | Brendell 80' | Sekondi-Takoradi Stadium, Sekondi-Takoradi rozhodčí: M.Ssegonga |

#### Skupina B
| Tým               | Z | V | R | P | VG | OG | GR | BR |
| ----------------- | - | - | - | - | -- | -- | -- | -- |
| Pobřeží slonoviny | 3 | 3 | 0 | 0 | 8  | 1  | +7 | 9  |
| Nigérie           | 3 | 1 | 1 | 1 | 2  | 1  | +1 | 4  |
| Mali              | 3 | 1 | 1 | 1 | 1  | 2  | -1 | 4  |
| Benin             | 3 | 0 | 0 | 3 | 1  | 8  | -7 | 0  |

| 21. ledna 2008 18:00 |     |                   |                                                                               |
| Nigérie              | 0:1 | Pobřeží slonoviny | Sekondi-Takoradi Stadium, Sekondi-Takoradi diváci: 20000 rozhodčí: M. Benouza |
|                      |     | Kalou 66'         | Sekondi-Takoradi Stadium, Sekondi-Takoradi diváci: 20000 rozhodčí: M. Benouza |

| 21. ledna 2008 20:30 |     |       |                                                                            |
| Mali                 | 1:0 | Benin | Sekondi-Takoradi Stadium, Sekondi-Takoradi diváci: 20000 rozhodčí: J.Damon |
| Kanoute 49' (pen.)   |     |       | Sekondi-Takoradi Stadium, Sekondi-Takoradi diváci: 20000 rozhodčí: J.Damon |

| 25. ledna 2008 18:00                         |     |                |                                                                 |
| Pobřeží slonoviny                            | 4:1 | Benin          | Sekondi-Takoradi Stadium, Sekondi-Takoradi rozhodčí: K. Marange |
| Drogba 40' Y.Touré 44' Keita 53' Dindane 63' |     | Omotoyossi 90' | Sekondi-Takoradi Stadium, Sekondi-Takoradi rozhodčí: K. Marange |

| 25. ledna 2008 20:30 |     |      |                                                                                 |
| Nigérie              | 0:0 | Mali | Sekondi-Takoradi Stadium, Sekondi-Takoradi diváci: 16000 rozhodčí: A. El Arjoun |
|                      |     |      | Sekondi-Takoradi Stadium, Sekondi-Takoradi diváci: 16000 rozhodčí: A. El Arjoun |

| 29. ledna 2008 18:00 |     |       |                                                                  |
| Nigérie              | 2:0 | Benin | Sekondi-Takoradi Stadium, Sekondi-Takoradi rozhodčí: K.Bennaceur |
| Mikel 53' Yakubu 86' |     |       | Sekondi-Takoradi Stadium, Sekondi-Takoradi rozhodčí: K.Bennaceur |

| 29. ledna 2008 18:00           |     |      |                                               |
| Pobřeží slonoviny              | 3:0 | Mali | Ohene Djan Stadium, Akkra rozhodčí: E.Maillet |
| Drogba 20' Zoro 53' Sanogo 85' |     |      | Ohene Djan Stadium, Akkra rozhodčí: E.Maillet |

#### Skupina C
| Tým     | Z | V | R | P | VG | OG | GR | B |
| ------- | - | - | - | - | -- | -- | -- | - |
| Egypt   | 3 | 2 | 1 | 0 | 8  | 3  | +5 | 7 |
| Kamerun | 3 | 2 | 0 | 1 | 10 | 5  | +5 | 6 |
| Zambie  | 3 | 1 | 1 | 1 | 5  | 6  | -1 | 4 |
| Súdán   | 3 | 0 | 0 | 3 | 0  | 9  | -9 | 0 |

| 22. ledna 2008 18:00                          |     |                         |                                                          |
| Egypt                                         | 4:2 | Kamerun                 | Baba Yara Stadium, Kumasi diváci: 42000 rozhodčí: M.Sowe |
| Hosny Abdrabou 14' (pen.), 83' Zidan 17', 45' |     | Eto'o 51', 90+2' (pen.) | Baba Yara Stadium, Kumasi diváci: 42000 rozhodčí: M.Sowe |

| 22. ledna 2008 20:30 |     |                                         |                                                             |
| Súdán                | 0:3 | Zambie                                  | Baba Yara Stadium, Kumasi diváci: 35000 rozhodčí: B. Diatta |
|                      |     | Chamanga 2' J.Mulenga 50' F.Katongo 59' | Baba Yara Stadium, Kumasi diváci: 35000 rozhodčí: B. Diatta |

| 29. ledna 2008 18:00                               |     |               |                                                 |
| Kamerun                                            | 5:1 | Zambie        | Baba Yara Stadium, Kumasi rozhodčí: Y.Nichimura |
| Njitap 28' Job 32', 82' Emana 44' Eto'o 66' (pen.) |     | C.Katongo 90' | Baba Yara Stadium, Kumasi rozhodčí: Y.Nichimura |

| 26. ledna 2008 20:30                          |     |       |                                              |
| Egypt                                         | 3:0 | Súdán | Baba Yara Stadium, Kumasi rozhodčí: C.Codjia |
| Hosny Abdrabou 29' (pen.) Aboutreika 78', 83' |     |       | Baba Yara Stadium, Kumasi rozhodčí: C.Codjia |

| 30. ledna 2008 18:00                      |     |       |                                            |
| Kamerun                                   | 3:0 | Súdán | Tamale Stadium, Tamale rozhodčí: K.Djaoupe |
| Eto'o 27' (pen.), 90' el Khider 33' (vl.) |     |       | Tamale Stadium, Tamale rozhodčí: K.Djaoupe |

| 30. ledna 2008 18:00 |     |               |                                                 |
| Egypt                | 1:1 | Zambie        | Baba Yara Stadium, Kumasi rozhodčí: K.Coulibaly |
| Zaky 15'             |     | C.Katongo 88' | Baba Yara Stadium, Kumasi rozhodčí: K.Coulibaly |

#### Skupina D
| Tým                   | Z | V | R | P | VG | OG | GR | B |
| --------------------- | - | - | - | - | -- | -- | -- | - |
| Tunisko               | 3 | 1 | 2 | 0 | 5  | 3  | +2 | 5 |
| Angola                | 3 | 1 | 2 | 0 | 4  | 2  | +2 | 5 |
| Senegal               | 3 | 0 | 2 | 1 | 4  | 6  | -2 | 2 |
| Jihoafrická republika | 3 | 0 | 2 | 1 | 3  | 5  | -2 | 2 |

| 23. ledna 2008 18:00 |     |                           |                                               |
| Tunisko              | 2:2 | Senegal                   | Tamale Stadium, Tamale rozhodčí: Y. Nichimura |
| Jemâa 9' Traoui 82'  |     | Bayal Sall 45' Kamara 66' | Tamale Stadium, Tamale rozhodčí: Y. Nichimura |

| 23. ledna 2008 20:30  |     |                       |                                               |
| Jihoafrická republika | 1:1 | Angola                | Tamale Stadium, Tamale rozhodčí: K. Coulibaly |
| van Heerden 87'       |     | Manucho Gonçalves 29' | Tamale Stadium, Tamale rozhodčí: K. Coulibaly |

| 27. ledna 2008 18:00 |     |                                      |                                              |
| Senegal              | 1:3 | Angola                               | Tamale Stadium, Tamale rozhodčí: D. Haimoudy |
| Diagne-Faye 20'      |     | Manucho Gonçalves 50' 67' Flávio 78' | Tamale Stadium, Tamale rozhodčí: D. Haimoudy |

| 27. ledna 2008 20:30            |     |                       |                                               |
| Tunisko                         | 3:1 | Jihoafrická republika | Tamale Stadium, Tamale rozhodčí: K. Coulibaly |
| dos Santos 8' 34' Ben Saada 32' |     | Mphela 87'            | Tamale Stadium, Tamale rozhodčí: K. Coulibaly |

| 31. ledna 2008 18:00 |     |                       |                                              |
| Senegal              | 1:1 | Jihoafrická republika | Baba Yara Stadium, Kumasi rozhodčí: A. Kotey |
| H. Camara 36'        |     | van Heerden 14'       | Baba Yara Stadium, Kumasi rozhodčí: A. Kotey |

| 31. ledna 2008 18:00 |     |        |                                            |
| Tunisko              | 0:0 | Angola | Tamale Stadium, Tamale rozhodčí: C. Codjia |
|                      |     |        | Tamale Stadium, Tamale rozhodčí: C. Codjia |

### Vyřazovací fáze

#### Čtvrtfinále
| 3. února 2008 18:00  |     |                   |                                                              |
| Ghana                | 2:1 | Nigérie           | Ohene Djan Stadium, Akkra diváci: 45 000 rozhodčí: M.Benouza |
| Essien 45' Agogo 83' |     | Yakubu 35' (pen.) | Ohene Djan Stadium, Akkra diváci: 45 000 rozhodčí: M.Benouza |

| 3. února 2008 21:30                          |     |        |                                                                                |
| Pobřeží slonoviny                            | 5:0 | Guinea | Sekondi-Takoradi Stadium, Sekondi-Takoradi diváci: 20 000 rozhodčí: D.Haimoudi |
| Keita 25' Drogba 70' Kalou 72', 82' Koné 86' |     |        | Sekondi-Takoradi Stadium, Sekondi-Takoradi diváci: 20 000 rozhodčí: D.Haimoudi |

| 4. února 2008 18:00       |     |                       |                                                                |
| Egypt                     | 2:1 | Angola                | Baba Yara Stadium, Kumasi diváci: 40 000 rozhodčí: Y.Nichimura |
| Hosny 23' (pen.) Zaky 38' |     | Manucho Gonçalves 27' | Baba Yara Stadium, Kumasi diváci: 40 000 rozhodčí: Y.Nichimura |

| 4. února 2008 21:30         |                      |                          |                                                             |
| Tunisko                     | 2:3 (po prodloužení) | Kamerun                  | Tamale Stadium, Tamale diváci: 20 000 rozhodčí: K.Coulibaly |
| Ben Saada 34' Chikhaoui 81' |                      | Mbia 18', 93' Njitap 27' | Tamale Stadium, Tamale diváci: 20 000 rozhodčí: K.Coulibaly |

#### Semifinále
| 7. února 2008 18:00 |     |           |                                                                |
| Ghana               | 0:1 | Kamerun   | Ohene Djan Stadium, Akkra diváci: 40 000 rozhodčí: A.El Arjoun |
|                     |     | Nkong 70' | Ohene Djan Stadium, Akkra diváci: 40 000 rozhodčí: A.El Arjoun |

| 7. února 2008 21:30                    |     |                   |                                                              |
| Egypt                                  | 4:1 | Pobřeží slonoviny | Baba Yara Stadium, Kumasi diváci: 45 000 rozhodčí: E.Maillet |
| Fathi 12' Zaky 61', 67' Aboutreika 90' |     | Keita 63'         | Baba Yara Stadium, Kumasi diváci: 45 000 rozhodčí: E.Maillet |

#### Zápas o třetí místo
| 9. února 2008 18:00                                |     |                   |                                                            |
| Ghana                                              | 4:2 | Pobřeží slonoviny | Baba Yara Stadium, Kumasi diváci: 45 000 rozhodčí: J.Damon |
| Muntari 10' Owusu-Abeyie 73' Agogo 80' Dramani 85' |     | Sanogo 24', 32'   | Baba Yara Stadium, Kumasi diváci: 45 000 rozhodčí: J.Damon |

#### Finále
| 10. února 2008 18:00 |     |                |                                              |
| Kamerun              | 0:1 | Egypt          | Ohene Djan Stadium, Akkra rozhodčí: C.Codjia |
|                      |     | Aboutreika 78' | Ohene Djan Stadium, Akkra rozhodčí: C.Codjia |

## Statistiky

### Nejlepší střelci

#### Nejlepší střelec základní části
- Samuel Eto'o  - 5 branek (3 goly z pokutových kopů).

#### Nejlepší střelec vyřazovací části
- Amr Zaky  - 3 branky

#### Celkově
| Góly    | Hráči |
| ------- | --- |
| 5       | Samuel Eto'o , |
| 4       | Hosny Abdrabou , Amr Zaky , Mohamed Aboutreika , Manucho Gonçalves , |
| 3       | Didier Drogba , Salomon Kalou , Abdul Kader Keita ,Boubacar Sanogo , Junior Agogo , Sulley Muntari , Soufiane Alloudi , |
| 2       | Joseph Desire Job , Stéphane Mbia , Geremi Njitap , Francileudo dos Santos , Chaouki Ben Saada , Brian Brendell , Christopher Katongo , Elrio van Heerden , Yakubu Aiyegbeni , Michael Essien , Mohamed Zidan , Pascal Feindouno , |
| 1       | Ahmed Fathi , Asamoah Gyan , Quincy Owusu-Abeyie , Haminu Dramani Bakari Koné , Marc Zoro , Arouna Dindane , Yaya Touré , Oumar Kalabane , Souleymane Youla , Ismaël Bangoura , Katlego Mphela , Frédéric Kanouté , Monsef Zerka , Tarik Sektioui , Hicham Aboucherouane , Abdelslam Ouaddou , Felix Katongo , James Chamanga , Jacob Mulenga , Diomansy Kamara ,Moustapha Bayal Sall , Abdoulaye Diagne-Faye , Henri Camara , Issam Jemâa , Mejdi Traoui , Yassine Chikhaoui Achille Emana , Alain Nkong Razak Omotoyossi , Flávio Amado , John Obi Mikel |
| vlastní | Mohamed Ali el Khider |

### Čistá konta
| nuly | Brankáři                                                                               |
| ---- | -------------------------------------------------------------------------------------- |
| 3    | Boubacar Barry                                                                         |
| 2    | Mamadi Sidibé Austine Amamchukwu Ejide Idris Carlos Kameny Esam Kamal Tawfik el Hadary |
| 1    | Laryea Kingston Kennedy Mweene Hamdy Kasraoui Luis Joao                                |